# Spicy Roots
Die Spicy Roots sind eine Musikgruppe aus Schwieberdingen, die 1994 gegründet wurde und zu den bekanntesten Ska-Bands Deutschlands gehört.

## Bandgeschichte
Bereits ein Jahr nach ihrer Gründung 1994 stand Spicy Roots als Support von Laurel Aitken und Desmond Dekker auf der Bühne. Die Auftritte erfuhren große Aufmerksamkeit, sodass die Band in den Folgejahren bundesweite Konzerte mit zahlreichen internationalen Ska-Acts spielte.
1997 nahm die Band die erste EP Export auf, die unter dem Label S.O.S. Records veröffentlicht wurde. Die Lieder Spirit of ’69 und Ska Fever kamen in die Hitlisten der Ska-Szene. 2001 folgte der erste Longplayer One More unter dem Plattenlabel Grover Records. Dieses erfuhr Aufmerksamkeit durch die Coverversion Coconut von Harry Belafonte. Es ergaben sich Touren durch ganz Deutschland und Europa. Nach Veröffentlichung ihres zweiten Studioalbums Get Ready tourte Spicy Roots 2008 durch Japan. Mit dem Album Just In Time und der Hymne Ska my #1 folgten Konzerte in Moskau und auf zahlreichen Festivals, wie z. B. dem Irish International Ska & Reggae Festival und dem Mighty Sounds Festival in Tschechien.
Mit dem Aufbau eines eigenen Tonstudios entstand 2019 der vierte Longplayer Penny Black.

## Diskografie
- 1997: Export, EP (S.O.S. Records)
- 2001: One More, Longplayer (Grover / Elmo Records)
- 2002: Achtung Elmo!, Sampler (Grover / Elmo Records)
- 2004: Brilliant Day, Single (Grover / Elmo Records)
- 2006: Get Ready, Longplayer (Vinyl Only Records)
- 2010: Just in Time, Longplayer (Vinyl Only Records)
- 2014: Reggae Feeling, Single
- 2015: Drive My Car (Beatles-Cover), Single
- 2019: Penny Black, Longplayer (Vinyl Only Records)
- 2024: Tie Me Up, Longplayer (Randale Records)